# Tess Ledeux
Tess Ledeux (n. 23 noiembrie 2001, Bourg-Saint-Maurice, Rhône-Alpes, Franța) este o sportivă ce a reprezentat Franța, medaliată olimpică. A participat la 2 ediții ale Jocurilor Olimpice (2018, 2022) în care a câștigat o medalie de argint.